# Gangtok
Gangtok (nepalès i hindi: गंगटोक) és una ciutat de l'Índia, capital de l'estat de Sikkim i del districte d'East Sikkim. És la principal ciutat de l'estat però no és municipalitat (és una vila d'àrea notificada) sinó que és administrada directament pels departaments del govern de l'estat especialment l'Urban Development and Housing Department i el Public Health Engineering Department. És seu de la Cort Suprema de Sikkim, la més petita de l'Índia en termés de superfície i població. Es troba a les muntanyes Shivalik a la serralada de l'Himàlaia Oriental a 1.437 metres d'altura. La població són nepalis, lepches i bhúties.
La ciutat, el nom de la qual vol dir "cim de la muntanya", és esmentada per primer cop el 1716 quan s'hi va construir un monestir. Va restar un llogaret fins al 1840 quan s'hi va construir el monestir Enchey, lloc de pelegrinatge que va atreure molta gent. El 1894 el rei (chogyal) Thutob Namgyal, hi va traslladar la capital del regne. Al segle XX fou centre de comerç entre Tibet i ciutats com Calcuta i altres de l'Índia Britànica. El 1947 Sikkim va escollir restar com estat independent amb capital a Gangtok, però fou annexionat per l'Índia el 1975, enderrocada la monarquia, i va esdevenir un estat de la unió amb Gangtok com a capital. És centre de coneixement budista. La ciutat pateix corriments de terra que han provocat molts morts, el més important als darrers anys fou el de juny de 1997 que va matar 38 persones i va destruir centenars d'edificis.

## Demografia
- 1951= 2744
- 1961= 6848
- 1971= 13308
- 1981= 36747
- 1991= 25024 (reducció dels límits de la ciutat)
- 2001= 29354